# Percival
Percival (egentligen John Percival, men förnamnet John används inte; Percival används som både efternamn och tilltalsnamn sedan 1966), född John Percy  Backlund den 16 september 1931 i Ragunda, Jämtland, död 17 februari 2020 i Stockholms Oscars distrikt, Stockholm, var en svensk författare, tonsättare, konstnär och dramatiker som var bosatt i Stockholm. Han har varit verksam i bland annat Mexiko och Languedoc i Sydfrankrike.

## Biografi
Percivals föräldrar var hemmansägaren i Ragunda, Johan Albert Backlund och Margit (född Samuelsson) Backlund. Han avlade studentexamen som privatist, och studerade sedan vid en teaterskola, samt levde därefter vagabondliv 1953–1955 i medelhavsländerna och i Orienten. Percival studerade egyptologi, etnografi, konsthistoria och religionshistoria vid Uppsala universitet. Han var ordförande i den litterära föreningen Siesta i Uppsala 1957–1959, som även utgav tidskriften Siesta  där flera sedermera kända författare medverkade, bland annat Lars Gustafsson och Sara Lidman.

## Verksamhet
Vid sidan av eget diktande (romaner, poesi, dramatik, essäer) har han både skrivit om och översatt bland annat Antonin Artaud, Samuel Beckett, William Blake, Novalis, Saint-John Perse, Nelly Sachs och Federico Garcia Lorca.
Hans musik och koreografi har under de senaste åren framförts i Sverige, Ecuador, och i Egypten.
Percival har ägnat sig åt många uttrycksmedel, exempelvis radioprogram, musik, bildkonst och teater, men diktandet har alltid varit det centrala. Percival har medverkat på kultursidorna i bland annat Expressen, Aftonbladet, Dagens Nyheter, Arbetet, Upsala Nya Tidning, samt i litteratur- och kulturtidskrifter som Horisont, Allt om Böcker, Aorta, Lyrikvännen, Biblioteket i fokus, Stockholms Fria Tidning och Tidningen Kulturen.